# 중국 치공당

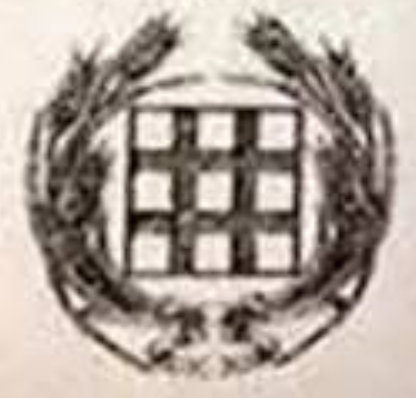

중국 치공당(중국어 간체자: 中国致公党, 정체자: 中國致公黨, 병음: Zhōngguó Zhìgōngdǎng)은 중화인민공화국의 위성정당인 민주당파 정당 가운데 하나이다.
1925년 10월 미국 샌프란시스코에서 설립했으며 1926년 본부를 홍콩으로 이전했다. 1947년에 열린 당 대회에서 정당 노선을 좌파 노선으로 변경했다. 2007년 4월 완강 부주석이 과학기술부 장관에 임명되었는데 중국에서 공산당 당원이 아닌 민주당파 출신 정치인이 장관에 임명된 것은 이번이 처음이었다. 현재 완강이 중앙위원회 주석을 맡고 있으며 당원 수는 약 20,000여 명이다. 당원은 주로 중국으로 귀국한 화교와 외국에 거주하고 있는 화교의 친인척, 외국 관련 유명 인사와 전문가, 학자들로 구성되어 있다.